# Дивергенція (математика)
Диверге́нція — скалярне поле, яке характеризує густину джерел даного векторного поля. Дивергенція показує продукується чи поглинається векторне поле в даній точці та визначає інтенсивність цих процесів. Так, наприклад, додатна дивергенція поля швидкостей сталого руху нестискуваної рідини характеризує інтенсивність джерел в даній точці, а від'ємна — інтенсивність стоків.
Якщо дивергенція поля дорівнює нулю, то джерел та стоків у цього поля немає, або вони зрівноважені. Таке поле називають соленоїдальним.

## Визначення
Дивергенцією {\displaystyle \operatorname {div} \mathbf {F} } векторного поля {\displaystyle \mathbf {F} } в точці називається границя відношення потоку векторного поля через замкнену поверхню {\displaystyle S}, що охоплює цю точку, до об'єму, обмеженому цією поверхнею, при прямуванні об'єму до нуля:
{\displaystyle \operatorname {div} \mathbf {F} =\lim _{V\to 0}{\frac {\oint _{S}\mathbf {Fn} \,dS}{V}}.}
В декартових координатах, використовуючи формулу Остроградського, дивергенцію поля можна записати в наступному вигляді:
{\displaystyle \operatorname {div} \mathbf {F} ={\frac {\partial F_{x}}{\partial x}}+{\frac {\partial F_{y}}{\partial y}}+{\frac {\partial F_{z}}{\partial z}}=\nabla \cdot \mathbf {F} ,}
де {\displaystyle \nabla =\left({\frac {\partial }{\partial x}},{\frac {\partial }{\partial y}},{\frac {\partial }{\partial z}}\right)} — оператор Гамільтона

## Властивості дивергенції
Загальні властивості дивергенції випливають з властивостей частинних похідних.
- Дивергенція є лінійним оператором. Тобто для будь-яких векторних полів {\displaystyle \mathbf {F} }, {\displaystyle \mathbf {G} } та будь-яких чисел {\displaystyle a}, {\displaystyle b} справедливий наступний вираз:

{\displaystyle \operatorname {div} (a\mathbf {F} +b\mathbf {G} )=a\,\operatorname {div} (\mathbf {F} )+b\,\operatorname {div} (\mathbf {G} ).}
- Справедливий наступний вираз для дивергенції добутку скалярного поля {\displaystyle \varphi } на векторне {\displaystyle \mathbf {F} }:

{\displaystyle \operatorname {div} (\varphi \mathbf {F} )=\operatorname {grad} (\varphi )\cdot \mathbf {F} +\varphi \,\operatorname {div} (\mathbf {F} )}
- Дивергенція поля, яке дорівнює векторному добутку двох полей, можна виразити через ротори кожного поля:

{\displaystyle \operatorname {div} (\mathbf {F} \times \mathbf {G} )=\operatorname {rot} (\mathbf {F} )\cdot \mathbf {G} -\mathbf {F} \cdot \operatorname {rot} (\mathbf {G} ).}
- Дивергенція від градієнта скалярного поля дорівнює лапласіану від цього поля:

{\displaystyle \operatorname {div} (\operatorname {grad} (\varphi ))=\Delta \varphi .}
- Дивергенція  ротора тотожно дорівнює нулю:

{\displaystyle \operatorname {div} (\operatorname {rot} (\mathbf {F} ))=0.}